# L'eredità sotto chiave
L'eredità sotto chiave (titoli originali in lingua inglese: Frozen Assets o Biffen's Millions) è un romanzo umoristico e sentimentale di Pelham Grenville Wodehouse pubblicato in lingua inglese nel 1964 e in lingua italiana nel 1965. 

## Trama
Il defunto Edmund Biffen Pike ha lasciato in eredità di un milione di sterline al suo figlioccio Biff, il quale un tempo gli aveva anche salvato la vita, ma a condizione che Biff non abbia problemi con la giustizia fino al trentesimo anno di età. Le vicende del romanzo si svolgono, per l'appunto, una settimana prima del trentesimo compleanno di Biff. Sebbene sia molto ricco, il fratello del defunto Edmund Biffen, Primo Lord Tilbury, fa di tutto per indurre il giovanotto in tentazione e sottrargli in tal modo legalmente l'eredità, per esempio cercando di farlo ubriacare e quindi farlo arrestare per ubriachezza, ricorrendo all'aiuto di un investigatore senza scrupoli, Percy Pilbeam. A sorvegliare la condotta di Biff si dedicano innanzitutto sua sorella Kay, di professione giornalista, fidanzata ufficialmente con Henry Blake-Somerset, un diplomatico britannico a Parigi; Jerry Shoesmith, anch'egli giornalista, amico di Biff e innamorato di Kay; Linda Rome, nipote di Lord Tilbury, ma innamorata di Biff. Gwendolyn Gibbs è invece segretaria e innamorata di Lord Tilbury.

## Edizioni
Il romanzo uscì pressoché contemporaneamente nel Regno Unito e negli Stati Uniti d'America, con titoli differenti: il 14 luglio 1964 negli Stati Uniti col titolo Biffen's Millions e il 14 agosto 1964 nel Regno Unito col titolo Frozen Assets. In Italia fu pubblicato l'anno seguente, nella traduzione di Sario Agnati, dall'editore Federico Elmo di Milano col titolo L'eredita sotto chiave. Una nuova edizione, tradotta da Monica Morzenti, è stata pubblicata da Mursia nel 1997 col titolo Beni congelati.
- P. G.  Wodehouse, Biffen's Millions, New York: Simon & Schuster, 1964
- P. G.  Wodehouse, Frozen Assets, London: Herbert Jenkins, 1964
- P. G.  Wodehouse, L'eredita sotto chiave; trad. di Sario Agnati, Milano: F. Elmo, stampa 1965
- Pelham Grenville Wodehouse, Beni congelati; trad. di Monica Morzenti, Milano: Mursia, 1997, ISBN 88-425-2134-5